# Historia Żydów w Luksemburgu

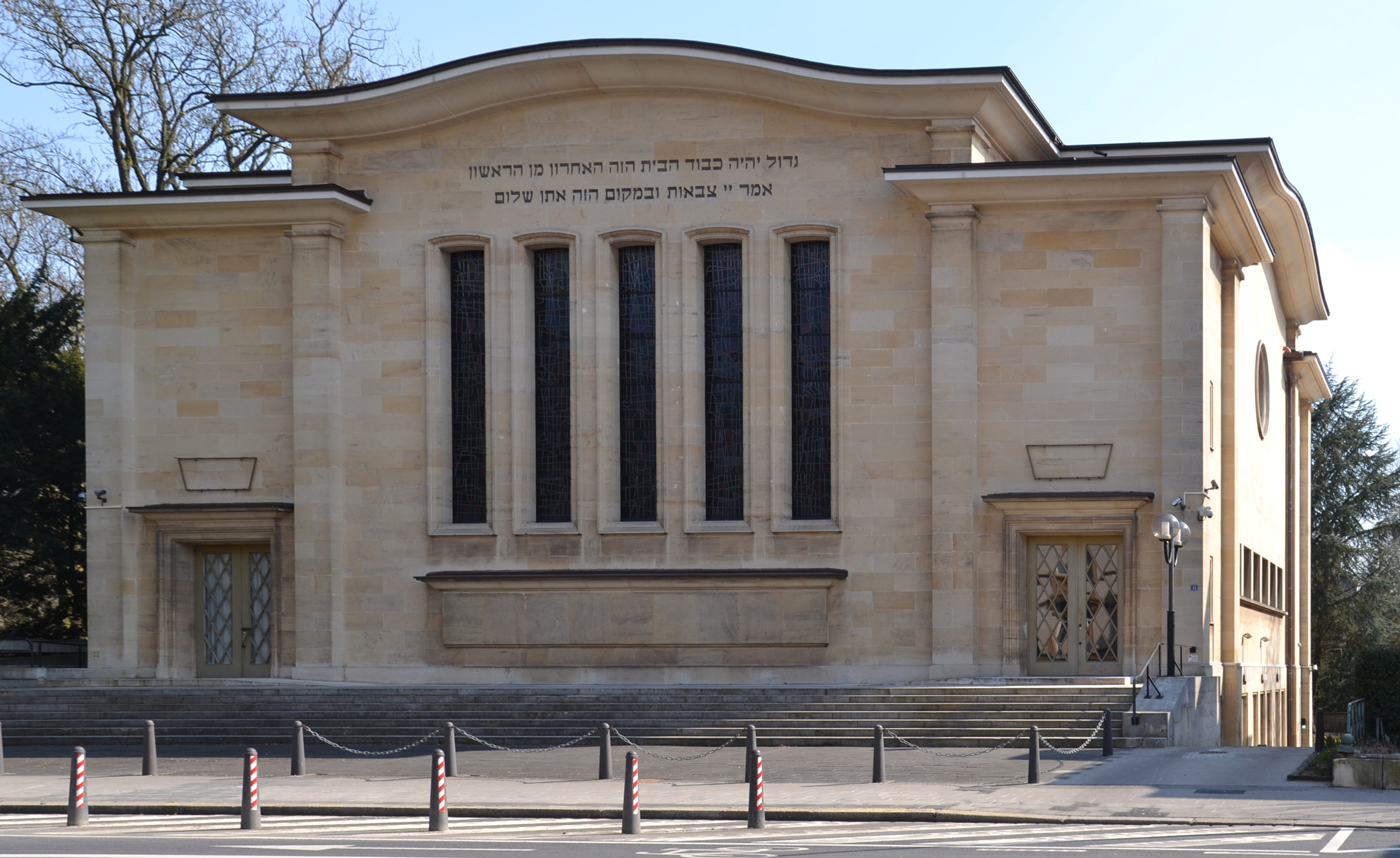
Czynna synagoga w mieście Luksemburg

Historia Żydów w Luksemburgu – pierwsze wzmianki o Żydach na terenie obecnego Luksemburga pochodzą z 1276 roku.
Przez następne pięćdziesiąt lat sukcesywnie rosła wskutek migracji z pobliskiego Trewiru. Podczas epidemii czarnej śmierci Żydzi byli obwiniani o rozpętanie zarazy, dochodziło do pogromów i wypędzenia Żydów z Luksemburga i Echternachtu. Nieliczni, którzy pozostali, otoczeni zostali opieką cesarza Karola IV. Po jego śmierci kolejny władca Wacław przykładał niewielką uwagę do spraw Luksemburga. Żydzi pozbawieni opieki cesarskiej zostali ostatecznie wypędzeni.
Przepisy zabraniające Żydom osadnictwa w Luksemburgu nie były ściśle egzekwowane i wiele rodzin żydowskich powróciło do Luksemburga na początku XV wieku. Zostali ponownie wygnani w 1530 roku; tym razem prawo było ściślej egzekwowane i Żydzi powrócili do Luksemburga dopiero w końcu XVIII wieku. Po zajęciu Luksemburga przez wojska francuskie w 1794 roku pozwolono Żydom ponownie osiedlać się na terytorium przyszłego Wielkiego Księstwa. W 1810 roku Luksemburg zamieszkiwało 10 rodzin żydowskich. W 1823 roku otwarto pierwszą synagogę, a w 1843 roku Samuel Hirsz został pierwszym naczelnym rabinem Luksemburga. W 1927 roku liczba Żydów zamieszkujących Luksemburg wynosiła 1171 osób; w przeddzień wybuchu II wojny światowej było to już 4200 osób głównie z uwagi na napływ uchodźców z Niemiec.
Po niemieckiej agresji na Luksemburg 10 maja 1940 roku część Żydów uciekła do Belgii i Holandii, reszta pozostała w kraju – wielu przeżyło dzięki ofiarności i odwadze Luksemburczyków. Spośród 3500 Żydów zamieszkujących przedwojenny Luksemburg Holokaust przeżyło 1555. Po wojnie część Żydów, którzy opuścili Luksemburg, uciekając przed Wehrmachtem, wróciła. Odtworzono gminy żydowskie w całym kraju, szczególnie w stolicy i Esch-sur-Alzette. Odbudowano synagogi, i pomimo emigracji do Izraela Żydzi odgrywają dużą rolę w życiu Luksemburga. Religia żydowska jest nauczana w niektórych szkołach publicznych.